# إيمانويل إيمورو
إيمانويل إيمورو (بالفرنسية: Emmanuel Imorou)‏ (16 سبتمبر 1988 بورجيز فرنسا - ) هو لاعب كرة قدم بنيني، يلعب كمدافع، شارك في كأس الأمم الأفريقية 2010.

## وصلات خارجية
إيمانويل إيمورو على موقع الاتحاد الدولي (مؤرشف)  (الإنجليزية)
- إيمانويل إيمورو على موقع الاتحاد الأوربي (الإنجليزية)
- إيمانويل إيمورو على موقع قاعدة بيانات كرة القدم.إي يو (الإنجليزية)
- إيمانويل إيمورو على موقع ليكيب (الفرنسية)
- إيمانويل إيمورو على موقع ناشيونال فوتبول تيمز (الإنجليزية)
- إيمانويل إيمورو على موقع Soccerway.com (الإنجليزية)
- إيمانويل إيمورو على موقع عالم كرة القدم.نت (الإنجليزية)
- إيمانويل إيمورو على موقع AS.com (الإسبانية)